# Zmysłowo (gmina Jutrosin)
Zmysłowo – wieś w Polsce położona w województwie wielkopolskim, w powiecie rawickim, w gminie Jutrosin.
W okresie Wielkiego Księstwa Poznańskiego (1815-1848) miejscowość wzmiankowana jako Zmysłowo należała do wsi mniejszych w ówczesnym pruskim powiecie Kröben (krobskim) w rejencji poznańskiej. Zmysłowo należało do okręgu jutroszyńskiego tego powiatu i stanowiło część majątku Dubinko, którego właścicielem był wówczas (1846) książę Adam Jerzy Czartoryski. Według spisu urzędowego z 1837 roku wieś liczyła 60 mieszkańców, którzy zamieszkiwali 7 dymów (domostw).
W okresie międzywojennym w miejscowości stacjonowała placówka Straży Granicznej I linii „Zmysłowo”.
W latach 1975–1998 miejscowość należała administracyjnie do województwa leszczyńskiego.